# Henry Tesch
Henry Tesch (* 4. November 1962 in Schwerin) ist ein deutscher Politiker (CDU) und Bürgermeister von Mirow. Von 2006 bis 2011 war Tesch Minister für Bildung, Wissenschaft und Kultur des Landes Mecklenburg-Vorpommern.

## Privatleben
Nach dem Besuch der Polytechnischen Oberschule absolvierte Tesch von 1979 bis 1982 eine Berufsausbildung mit Abitur und anschließend bis 1985 den Grundwehrdienst bei der Grenzbrigade Küste der Nationalen Volksarmee. Danach studierte er bis 1990 Deutsch und Geschichte an der Pädagogischen Hochschule "Clara Zetkin" Leipzig. Im Anschluss daran war er bis 2006 als Lehrer für Deutsch und Geschichte am Gymnasium Carolinum in Neustrelitz tätig. 2002 wurde Tesch Schulleiter des Gymnasiums Carolinum.
Henry Tesch ist verheiratet und hat zwei Töchter.

## Politik
Seit 1994 gehörte Tesch der Gemeindevertretung seines Wohnortes Roggentin an. Seit 1999 war er Bürgermeister der Gemeinde Roggentin, das 2014 von Mirow eingemeindet worden ist. 2006 trat Tesch der CDU bei. Nach der Landtagswahl 2006 kam es zur Großen Koalition von SPD und CDU, Tesch wurde als Minister für Bildung, Wissenschaft und Kultur in die von Ministerpräsident Harald Ringstorff (SPD) geführte Landesregierung von Mecklenburg-Vorpommern berufen. 2009 war Tesch turnusmäßig Vorsitzender der Ständigen Konferenz der Kultusminister der Länder der Bundesrepublik Deutschland (KMK). Vom nachfolgenden Ministerpräsidenten Erwin Sellering wurde Tesch mehrmals kritisiert.
In seiner Zeit als Minister fiel 2009 die Verabschiedung des ersten Schulgesetzes für Mecklenburg-Vorpommern. Darin wurden den Schulen mehr Rechte zur Selbststeuerung übertragen. In der Lehrerausbildung wurden 2011 die wesentlichen Aufgaben von den Studienseminaren direkt an die Schulen übertragen. Als KMK-Präsident setzte er in einer Empfehlung der KMK durch, dass der 9. November als Projekttag in den Schulen aufzugreifen sei. Erste Schulversuche zur Inklusion begannen auf Rügen. Tesch schlug 2012 die im Land unübliche Verbeamtung von Lehrkräften vor, um Lehramtsreferendare im Land zu halten und zusätzliche Anreize für eine Lehrertätigkeit an einer staatlichen Schule zu schaffen. Sein Nachfolger Mathias Brodkorb (SPD) setzte dies um.
Seit 2010 ist Tesch Stiftungsratsvorsitzender der Stiftung Mecklenburg und seit 2011 Vorstandsvorsitzender des Fördervereins Residenzschloss Mirow. Er gehört zum Vorstand der Norwegisch-Deutschen Willy-Brandt-Stiftung.
Seit Oktober 2018 ist Tesch Bürgermeister von Mirow.

## Auszeichnungen
- Träger des norwegischen Verdienstordens
- Träger des französischen „Ordre des Palmes Académiques“ (verliehen am 17. September 2013 bei einem Festakt in der französischen Botschaft in Berlin)